# Polonia (personifikacja)

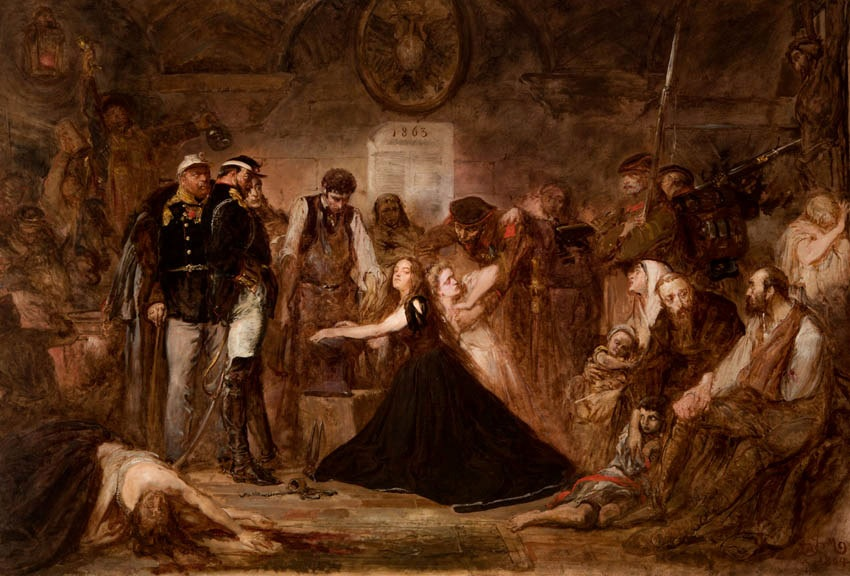
Jan Matejko, Polonia – Rok 1863, 1864. Olej na płótnie, 158 × 232 cm, Muzeum Narodowe w Krakowie. Obraz jest następstwem porażki powstania styczniowego z 1863 r. Jest to jeden z najbardziej patriotycznych obrazów namalowanych przez Matejkę. Jeńcy czekają na zsyłkę na Syberię. Rosyjscy oficerowie i żołnierze nadzorują kowala zakuwającego w kajdany kobietę (Polonię). Kobieta obok może symbolizować Litwę.

Polonia – postać kobieca, personifikacja Królestwa Polskiego. Po raz pierwszy pojawiła się w 1564 roku w dziele Stanisława Orzechowskiego Quincunx, to jest wzór Korony Polskiej na cynku wystawiony. Na zawartej w nim grafice widnieje jako kobieta w koronie, z wpisanym w jej sylwetkę Orłem, stojąca na ramionach papieża i króla polskiego.
Symboliczne nazywanie kraju imieniem żeńskim po łacinie było w wieku XIX popularne także w innych krajach (np. Britannia czy Germania).